# OPH石橋テラス
OPH石橋テラス（オーピーエイチいしばしテラス）は、大阪府池田市にある集合住宅である。
本項では、前身である石橋西団地（いしばしにしだんち）についても記述する。

## 概要
豊島北一丁目4番16に所在する。構造形式は、鉄骨造の地上5階および1階建てである。建築主および事業主は、大阪府住宅供給公社 (OPH) である。設計および施工は、建設業者のシマと大勝建設からなる「シマ・大勝特定建設工事共同企業体」による。
敷地面積は3,018.90平方メートル、建築面積は1,112.37平方メートル、延床面積は2,834.34平方メートルである。総戸数は、56戸である。駐車台数は、34台である。エレベーターは、非接触で操作できるタイプが採用されている。
敷地内に池田市の子育て支援事業所が開設されることなどが評価され、ミキハウス子育て総研から「子育てにやさしい住まいと環境」として認定されている。阪急電鉄宝塚線石橋阪大前駅から徒歩およそ15分ほどのところにある。

## 由来
1958年（昭和33年）に石橋西団地の建設工事が完成された。団地は、鉄筋コンクリート造、地上4階建ての建物計4棟からなり、敷地面積は5,370.73平方メートル、総戸数は96戸であった。バルコニーやエレベーター設備は設けられていなかった。2004年（平成16年）10月1日、池田市立図書館の移動図書館「さつき号」の巡回ステーションの1つに石橋西団地が加えられる。
2018年（平成30年）、団地は築後60年が経過し、老朽化が進行しており、設備や間取りなどの面で現代の居住ニーズに合わなくなっていたために、同年9月27日、大阪府住宅供給公社によって、石橋西団地の建替計画および活用用地活用計画に関する事業の提案競技の公告が行われた。しかし、応募者がおらず不調となった。同年、団地建替のため、移動図書館の巡回ステーションから除外される。建替事業は、付近に立地する、1956年（昭和31年）築の石橋団地と1959年（昭和34年）築の神田町団地を集約する目的も有していた。
2019年（平成31年）3月22日、大阪府住宅供給公社によって、石橋西団地の建替計画の提案競技の公告が行われる。同年3月から同年9月にかけて、建替計画事業提案競技が実施され、審査の結果、シマ・大勝特定建設工事共同企業体の提案が最優秀作品に選定された。2020年（令和2年）1月、建替工事が開始される。2021年（令和3年）3月、建替工事が完成される（予定）。同年4月1日より入居が開始される（予定）。